# (2639) Planman
(2639) Planman est un astéroïde de la ceinture principale.

## Description
(2639) Planman est un astéroïde de la ceinture principale. Il fut découvert le 9 avril 1940 à Turku par Yrjö Väisälä. Il présente une orbite caractérisée par un demi-grand axe de 2,44 UA, une excentricité de 0,19 et une inclinaison de 9,7° par rapport à l'écliptique.

## Compléments